# Varsseveld (plaats)

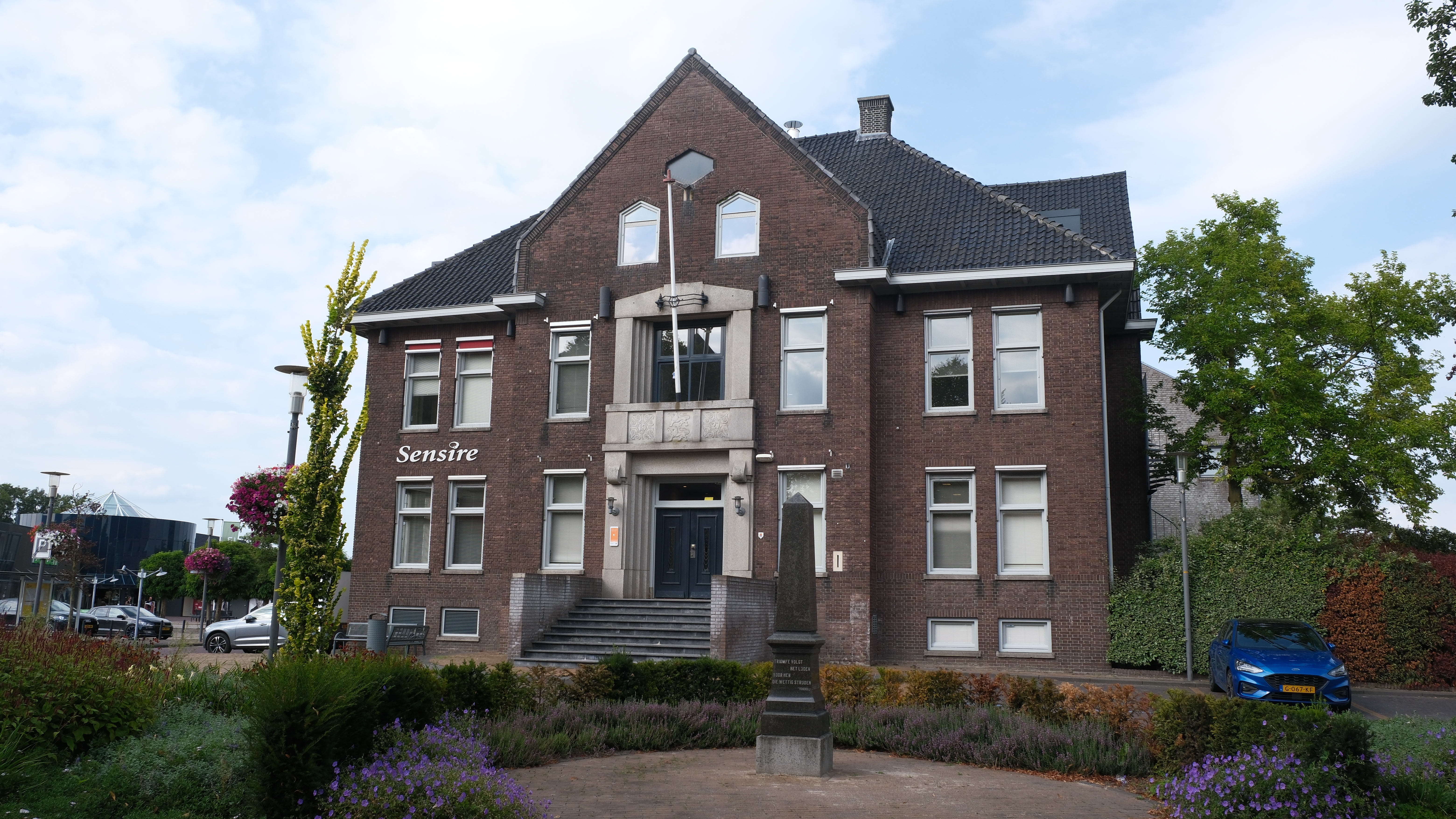
Het voormalige gemeentehuis van de gemeente Wisch in Varsseveld

Varsseveld is een dorp en voormalige gemeente in de gemeente Oude IJsselstreek in de Nederlandse provincie Gelderland, met 6.030 inwoners in 2023. Voor de gemeentelijke herindelingen stond hier het gemeentehuis van de gemeente Wisch.

## Geschiedenis
In een akte uit 828 wordt mogelijk de plaats voor het eerst genoemd. Er werden in deze akte goederen te Uuazefelde overgedragen aan de Utrechtse Maartenskerk. Zekerder is de vermelding in 1152 waarin Varsseveld als 'Versnevelde' voorkomt.
Waarschijnlijk was Varsseveld al veel eerder bewoond. In de Vennebulten (dicht bij Varsseveld) zijn al vondsten gedaan van de rendierjagers. Later leefden in de omgeving van Varsseveld de Chamaven, die contact onderhielden met het Romeinse Rijk, in de vorm van onder andere handel en het leveren van soldaten. Er is een munt van Antoninus Pius (138-161) gevonden. Er liep ook een grote hessenweg langs De Vennebulten en het Zwarte Veen. Deze weg was erg onveilig vanwege rovers.
Rond 1110 vestigde een zoon van Godschalk I van Loon zich in Varsseveld. Deze Godschalk van Varsseveld woonde op de Hof te Varsseveld. In 1234 verliet deze adellijke familie Varsseveld weer toen het goed tegen goederen van klooster Betlehem werd geruild.
In de huidige dorpskern van Varsseveld staat de Grote of Laurentiuskerk (genoemd naar Laurentius van Rome), die in 1556 is gewijd.
Op 14 september 1723 brak in Varsseveld een brand uit, waarbij geen enkel huis gespaard bleef. Door een sterke wind werden in twee uren tijd de kerk, 54 huizen en zes schuren in de as gelegd. De schade bedroeg 65.000 gulden, uitgezonderd de kerk. Door een landelijke collecte werd succesvol geld voor herstel ingezameld.
Varsseveld was van oudsher een onderdeel van de bannerheerlijkheid Wisch. Op 1 januari 1812 werd het gebied opgesplitst in de nieuwe gemeenten Varsseveld en Terborg. Op 1 januari 1818 werden Varsseveld en Terborg samengevoegd tot het schoutambt Wisch met aan het hoofd een schout, vanaf 1825 door de gemeente Wisch met aan het hoofd een burgemeester. Het gemeentehuis van Wisch werd in 1855 verplaatst naar Varsseveld; tot die tijd had het in Terborg gestaan. Op 1 januari 2005 fuseerde Wisch met de gemeente Gendringen tot de nieuwe gemeente Oude IJsselstreek.
Varsseveld was tot begin 20e eeuw het knooppunt van spoor- en tramlijnen: de spoorlijnen Winterswijk - Doetinchem - Zevenaar en Varsseveld - Dinxperlo en de tramlijn Zeddam - Terborg - Varsseveld - Lievelde (station Lichtenvoorde-Groenlo). Het personenvervoer op de twee laatstgenoemde lijnen werd in de jaren 30 beëindigd. De spoorlijn naar Dinxperlo is in 1942 opgebroken. Het goederenvervoer op de tramlijn hield nog stand tot 1953, waarna ook de tramlijn werd opgebroken. Enkele sporen van deze lijn zijn overigens nog te vinden, zoals langs de Lichtenvoordseweg, in de buurt van de kruising met de Slingebeek.

## Tijdens de bezetting
Dorpsbewoners hebben in de Tweede Wereldoorlog een grote bijdrage geleverd aan het verzet tegen de Duitse overheersing. Met name de rol van burgemeester J.J.G. Boot was daarbij opvallend. Hij tekende na de oorlog zijn ervaringen op in het boek Burgemeester in bezettingstijd. Daarnaast waren de activiteiten van de dames Jolink zeer belangrijk; zij hielpen joden, verzetsmensen en geallieerde piloten met onderduiken en op de vlucht.
Nadat de regionale verzetsgroep de Bark op 25 februari 1945 vier Duitsers had gedood werden op 2 maart 1945 even buiten het dorp door de bezetter 46 willekeurige gevangenen door de Duitsers opgesteld in een akker en aldaar geëxecuteerd. Een monument, bij de kruising van de Aaltenseweg en de Rademakersbroek, bevat nog altijd graan met het daar vergoten bloed en herinnert zo nog aan het drama.
De bezetter publiceerde daarop het volgende: “Op 25 Februari 1945 werden op den straatweg Varsseveld-Aalten vier Duitsche militairen vanuit een hinderlaag overvallen en laf vermoord, waarbij de dooden alle sporen droegen van mishandeling en worging. Als vergelding voor deze roekelooze moorden zijn op bevel van den Höheren SS- und Polizeiführer „Nordwest” 50 Nederlanders, die zich aan terroristische daden en andere misdaden schuldig maakten, standrechtelijk doodgeschoten.”
De werkelijke gang van zaken was dat de vier Duitsers bij toeval de verzetsgroep hadden ontdekt en dat de verzetsstrijders daarna geen andere keus hadden dan de Duitsers te doden. Ze probeerden daarna de Duitsers en hun auto te laten verdwijnen maar faalden daarin.

## Economie
In het dorp staan onder andere de hoofdkwartieren van de industriële ondernemingen Svedex (binnendeuren) en technische handelsonderneming Kramp. Bovendien zijn er nog sporen van een oudere economie. Er staan in het dorp twee windmolens, de Kwaksmölle en de Engel. Eerstgenoemde zonder kap en wieken en laatstgenoemde functioneert nog volledig en maalt koren.

## Landschap rondom Varsseveld
Het landschap rond Varsseveld wordt gekenmerkt door kleinschalige reliëfverschillen. Dit gebied staat bekend als de Varsseveldse kopjes. Deze dekzandkopjes zijn ontstaan in de laatste ijstijd.

## Geboren in Varsseveld

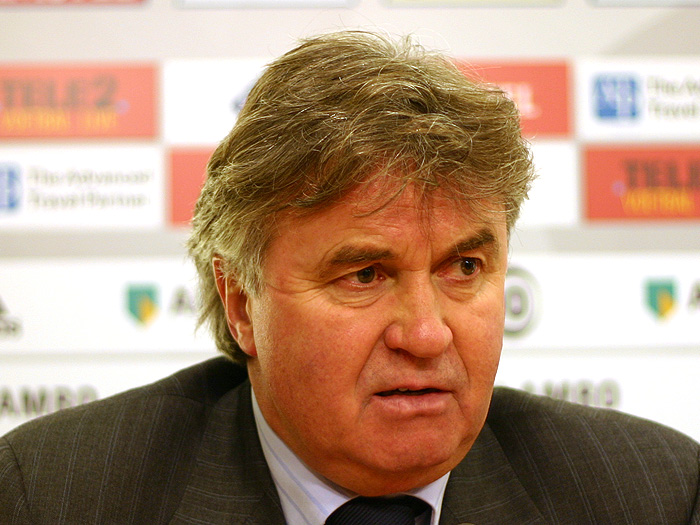
Guus Hiddink, geboren te Varsseveld.

- Willem Berkhoff (1863-1953), banketbakker en eerste voorzitter hoofdbestuur Banketbakkersvakschool te Amsterdam
- Dames Jolink:
  - Gerritdina Jolink (1888-1945), onderwijzeres en verzetsstrijdster
  - Hermina Jolink (1891-1944), onderwijzeres en verzetsstrijdster
- Guus Hiddink (1946), voormalig voetballer en voetbaltrainer
- Harry Bruggink (1953-2019), voetballer
- Karel Hiddink (1956), voetballer
- Gert-Jan Wassink (1985), atleet
- Robert Gesink (1986), wielrenner
- Lonneke Slöetjes (1990), volleybalster

## Afbeeldingen

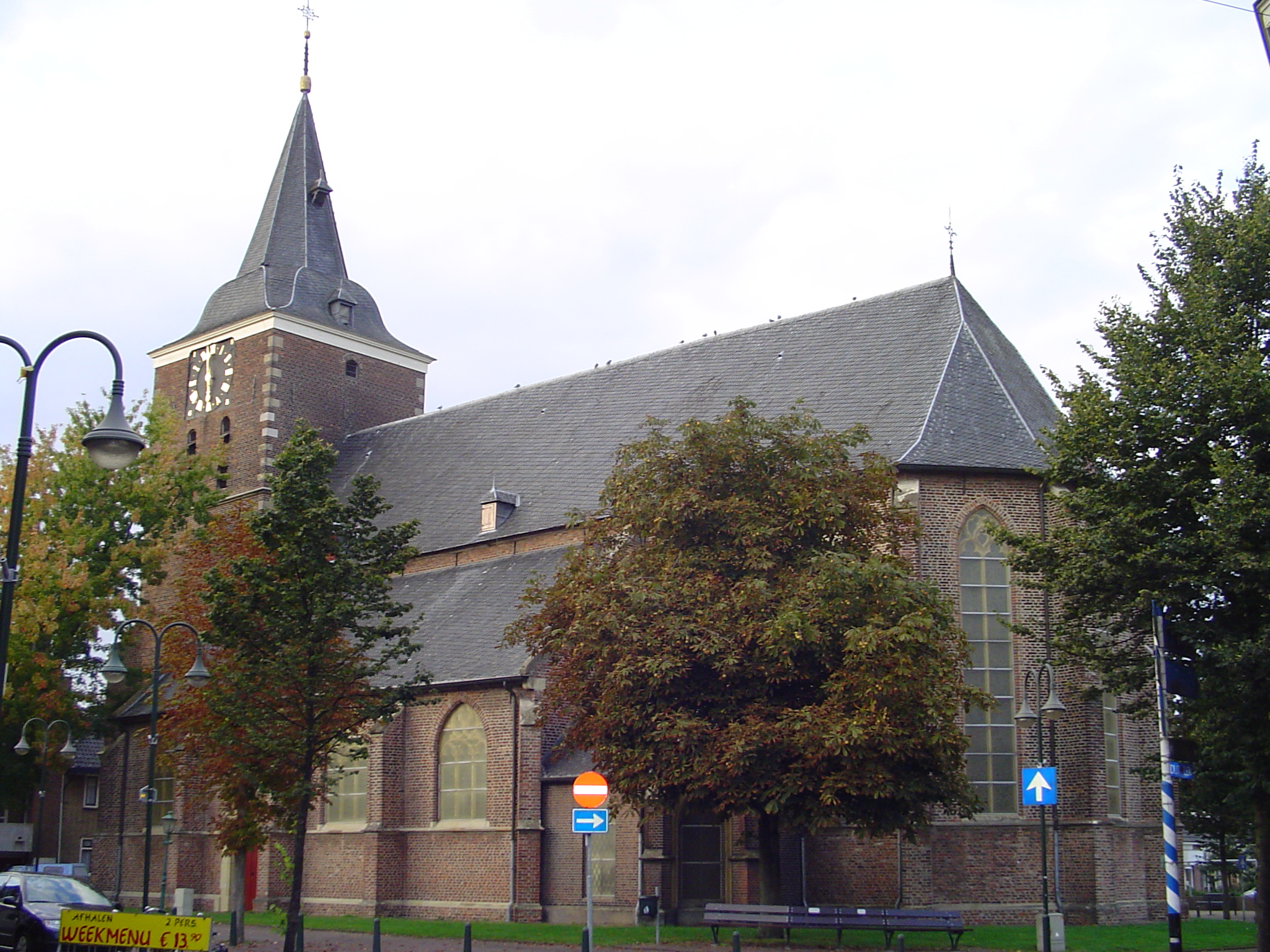
Grote of Laurentiuskerk
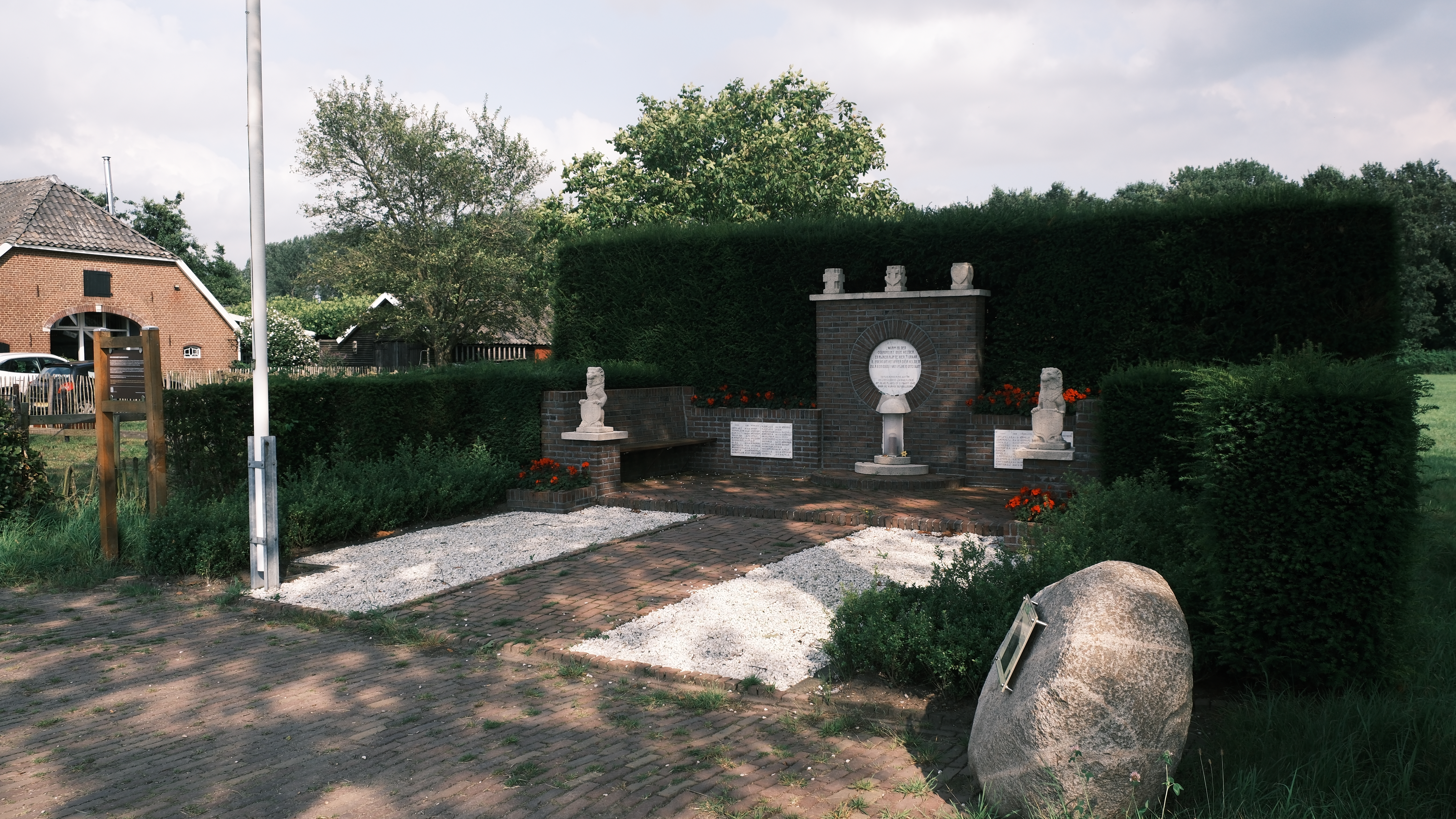
Verzetsmonument Rademakersbroek
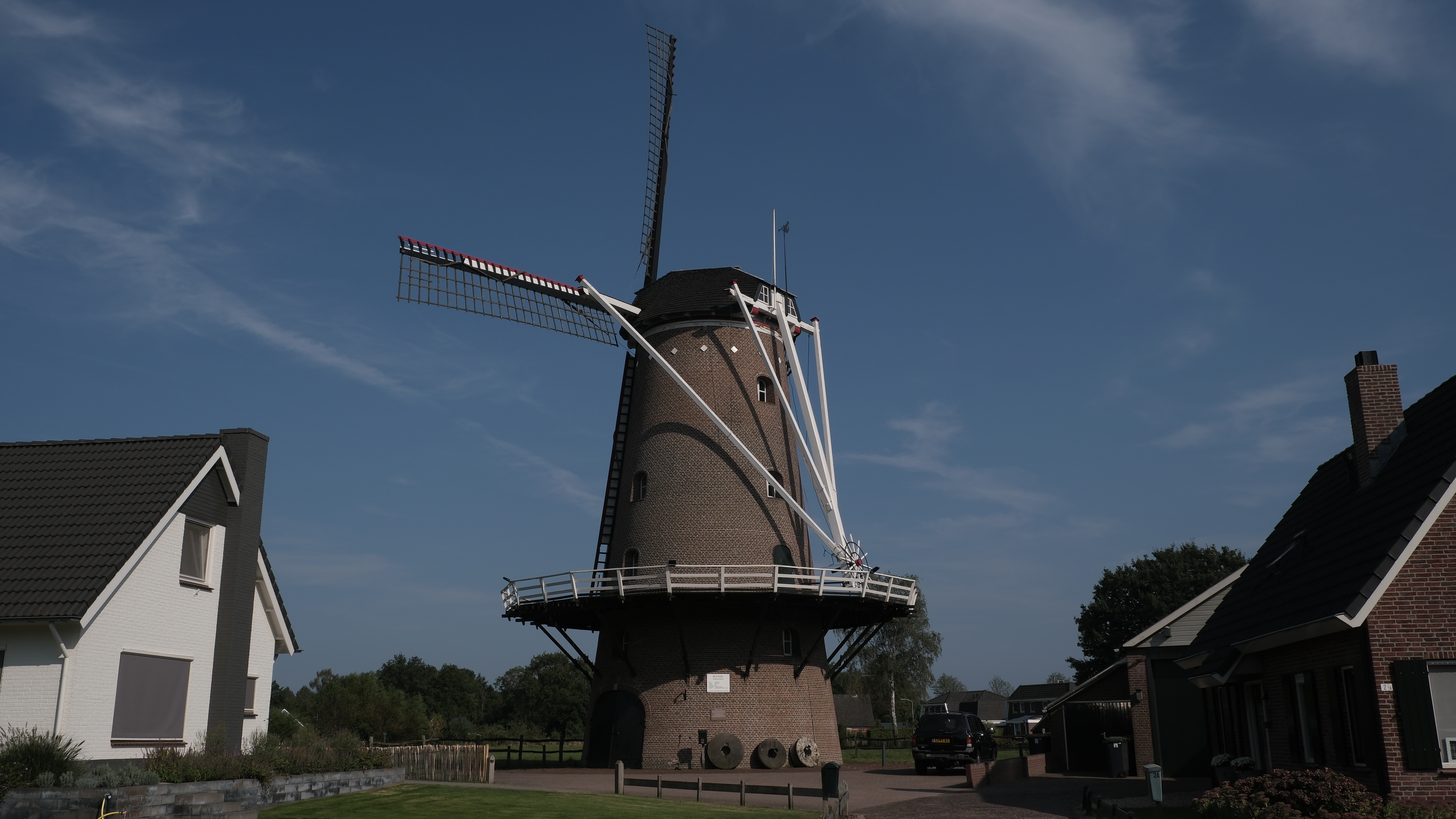
Molen De Engel
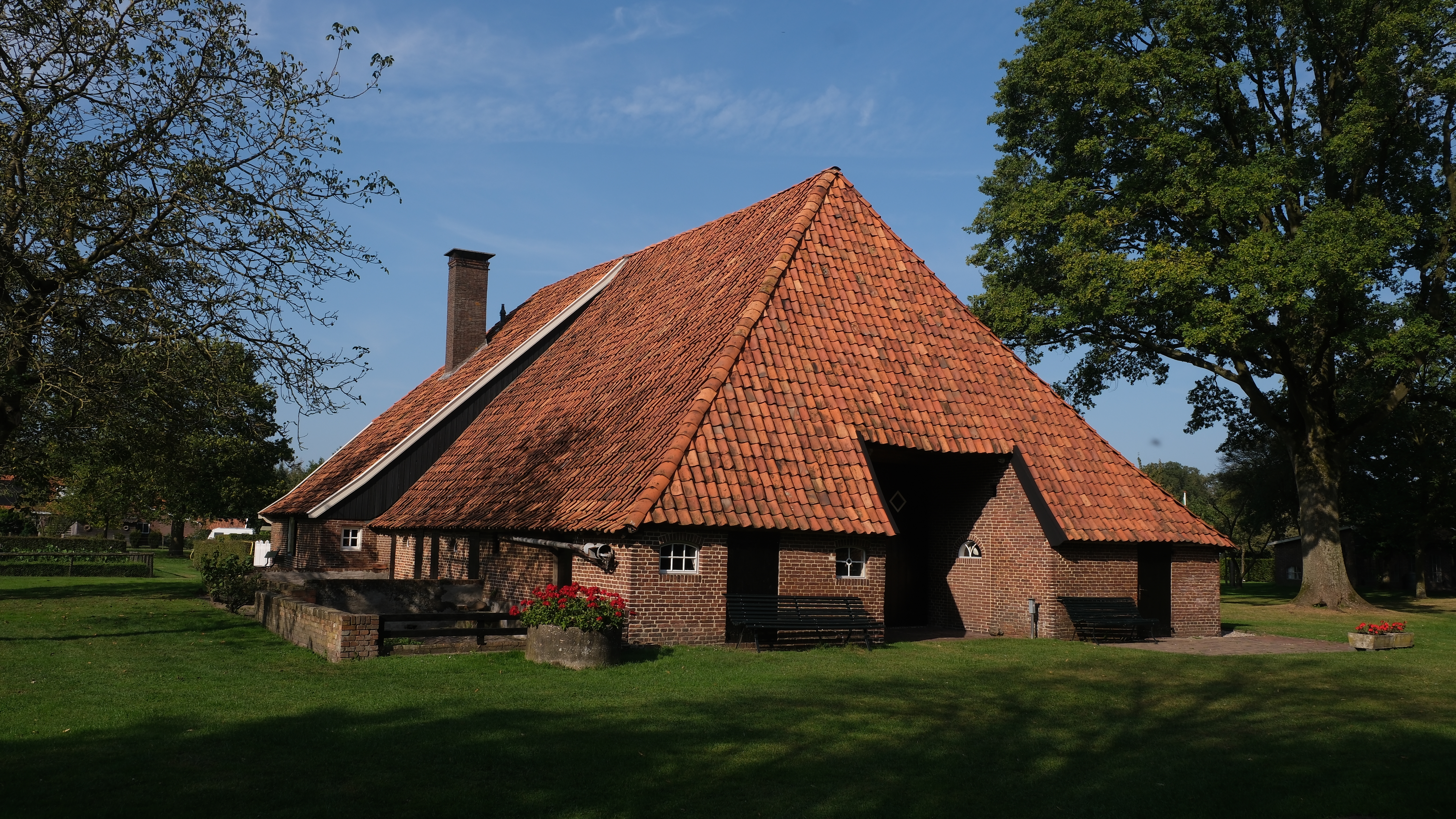
Hofshuus, voormalige boerderij
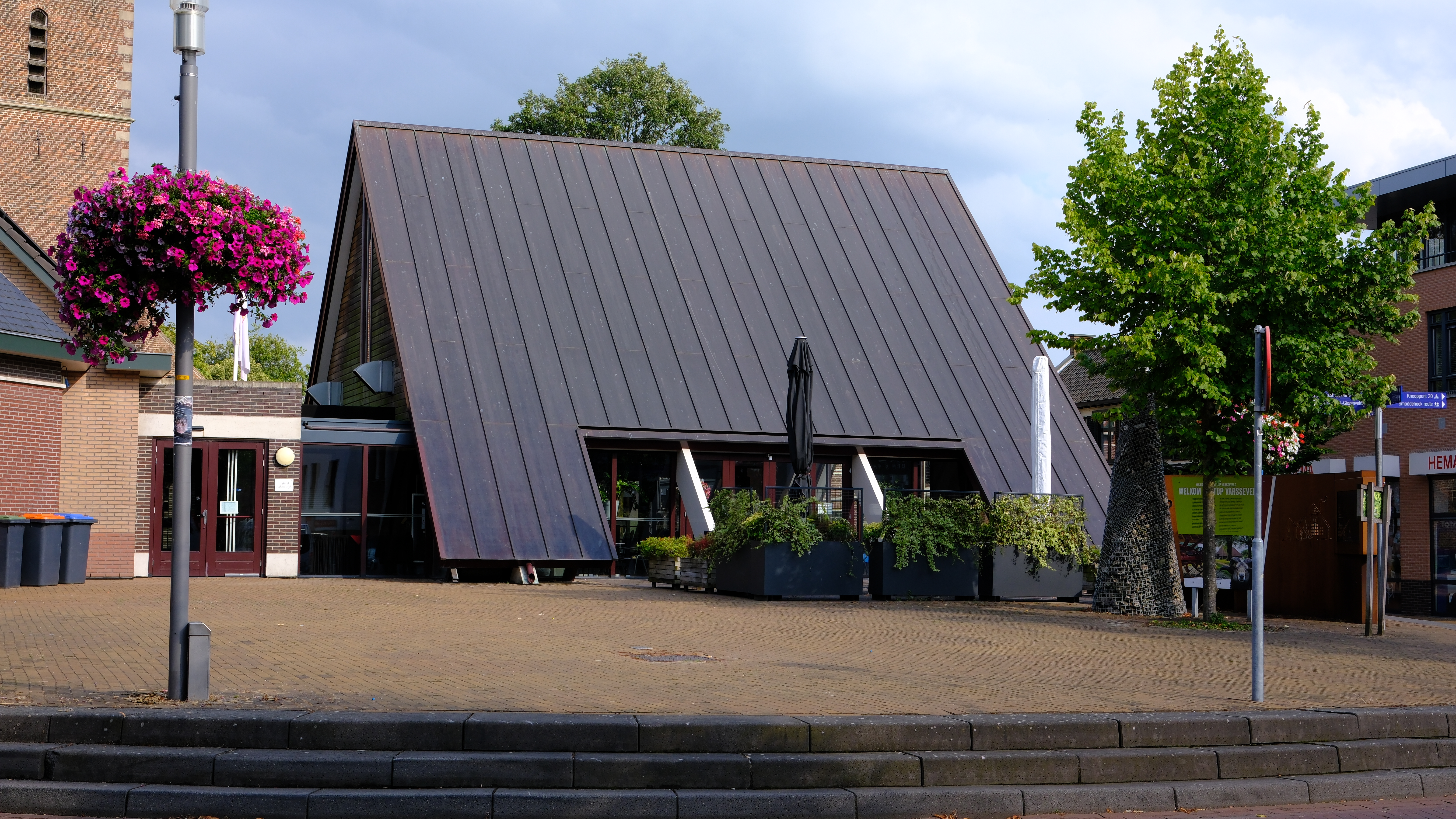
Borchuus, Kulturhus

## Trivia
- Varsseveld is bekend van de televisieserie Het Klokhuis, waar in een van de sketches een hobbyquiz wordt nagespeeld. De vaste gasten zijn daar Bert en Joke die uit Varsseveld komen. Zij zijn daar bekend met de quote: "vi va Varsseveld vi va Varsseveld".